# Georg Johann Mattarnovi
Georg Johann Mattarnovi, geboren Jürgen Mattarn, (russisch Георг Иоганн Маттарнови; * 1677 in Heiligenbeil; † 2. Novemberjul. / 13. November 1719greg. in St. Petersburg) war ein preußisch-russischer Architekt des Barock.

## Leben
Mattarn war ein Schüler und Assistent Andreas Schlüters. Von 1696 bis 1711 diente er dem Markgrafen Philipp Wilhelm von Brandenburg-Schwedt als Bildhauer. 1698 änderte er seinen Namen nach italienischer Art in Georg Johann Mattarnovi.
1713 ging Mattarnovi mit Schlüter nach St. Petersburg und übernahm nach dessen Tod 1714 Schlüters Projekte. 1715 erarbeitete er den Straßenplan für die Admiralitätsinsel (mit Ausrichtung der Straßen auf den Admiralitätsturm), der dann von seinem Nachfolger Nicolaus Friedrich Härbel realisiert wurde. Am Bau der Grotte, des Kaffeehauses, des Geflügelhofes und des Sommer-Palais Peters I. im Sommergarten war Mattarnovi beteiligt sowie auch am Bau des Menschikow-Palais. 1716 begann er das Projekt zum Bau des (zweiten) Winterpalasts für Peter I. 1717 projektierte er die  zweite Isaakskathedrale und 1718 die Kunstkammer. Weitere Projekte Mattarnovis waren die erste Newa-Werft an der Fontanka gegenüber dem Sommergarten (nicht erhalten), die Pantaleon-Kirche für die Werftarbeiter (1735–1739 von Iwan Kusmitsch Korobow durch eine Steinkirche ersetzt) und das Cruys-Haus am Ort der späteren Kleinen Eremitage. Bei allen seinen Projekten konnte Mattarnovi mit dem Bau beginnen, während die Fertigstellung durch Härbel erfolgte. Auch beschäftigte sich Mattarnovi für die Kanzlei für städtische Angelegenheiten mit dem Bau von Typenhäusern auf der Petrograder Insel.
Mattarnovi wurde auf dem Friedhof für Andersgläubige an der Samson-Kathedrale in St. Petersburg begraben. Das Grab ist nicht erhalten.

## Werke

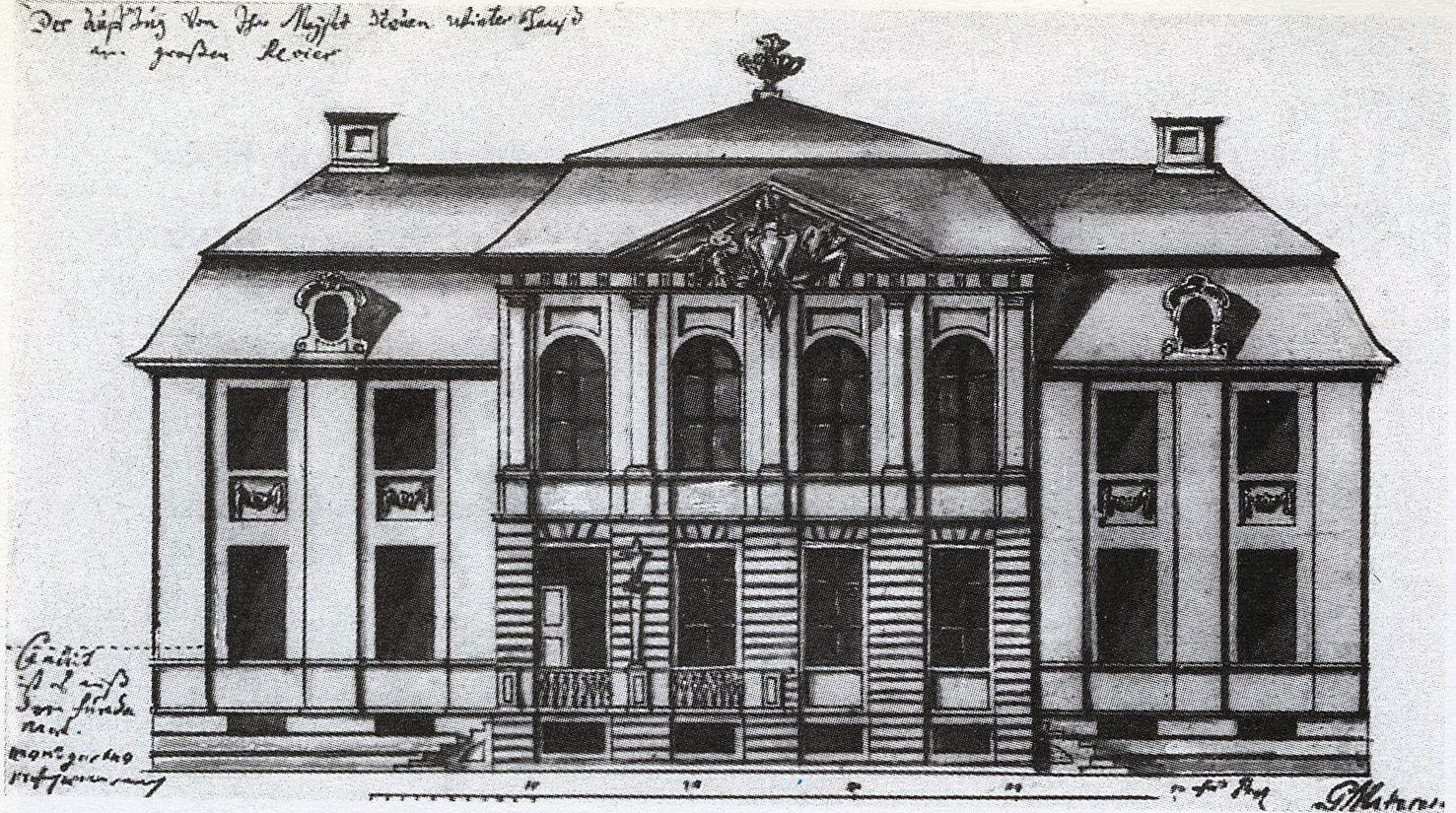
Winterpalast Peters I., St. Petersburg
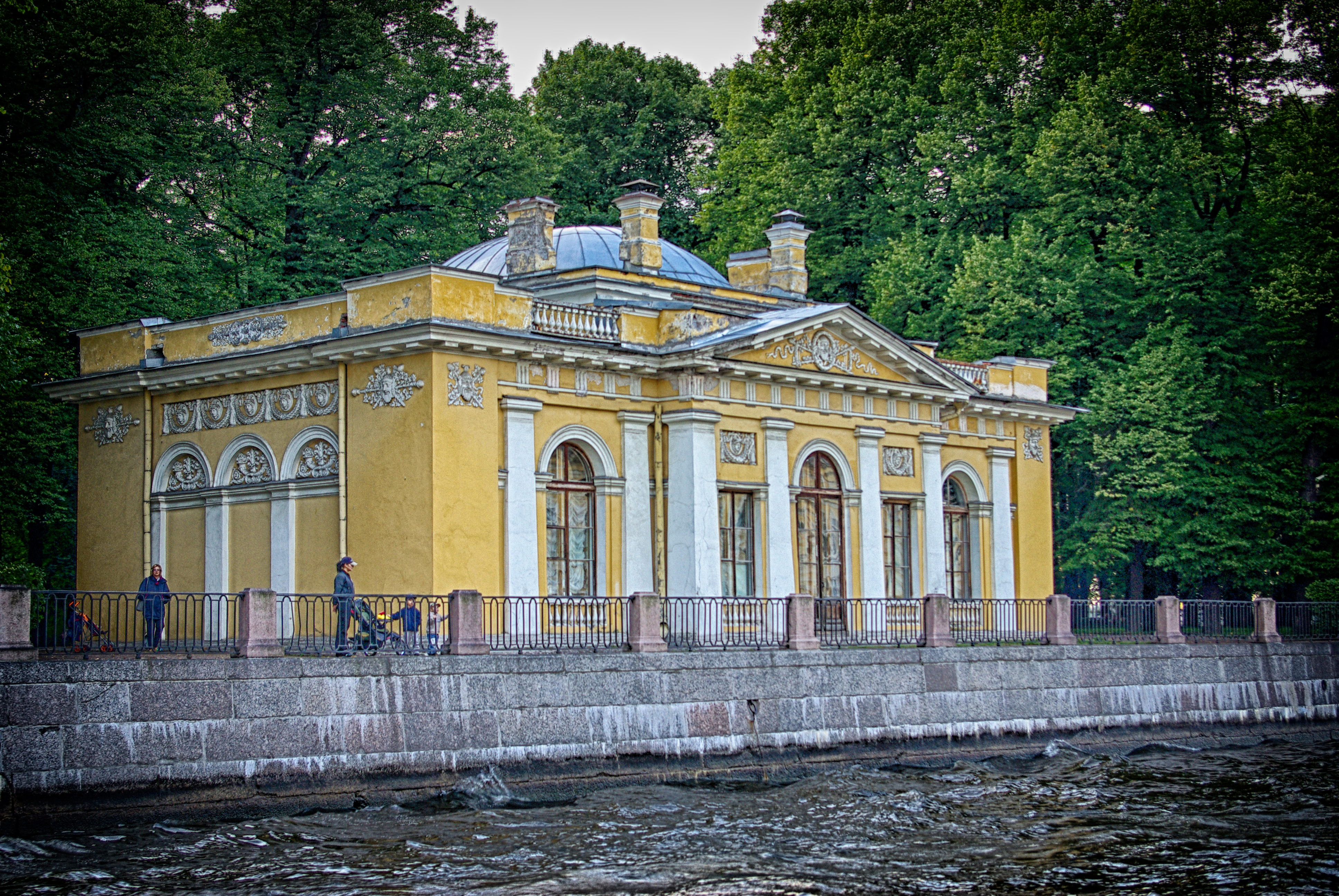
Kaffeehaus im Sommergarten, St. Petersburg
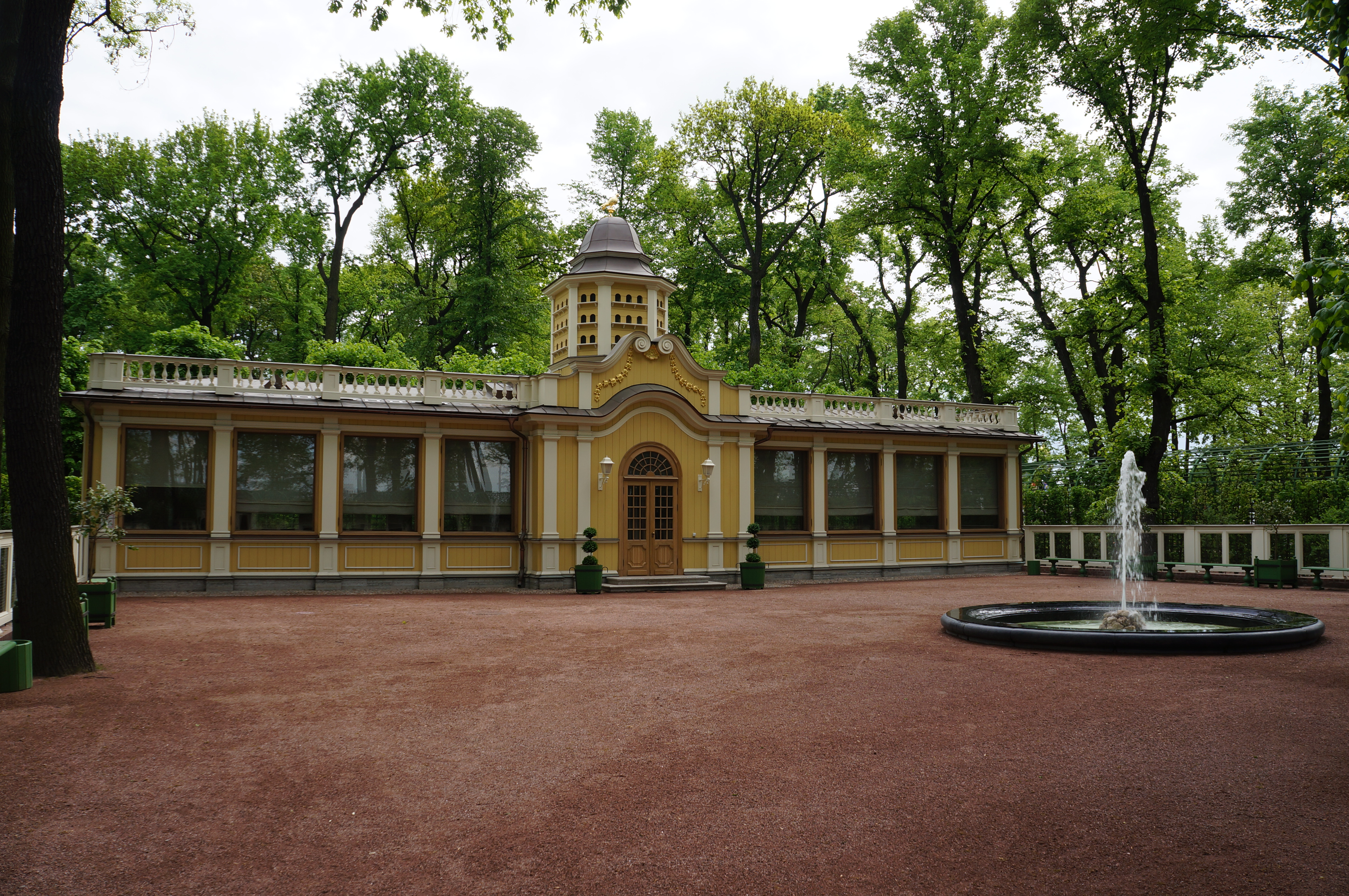
Geflügelhof im Sommergarten, St. Petersburg
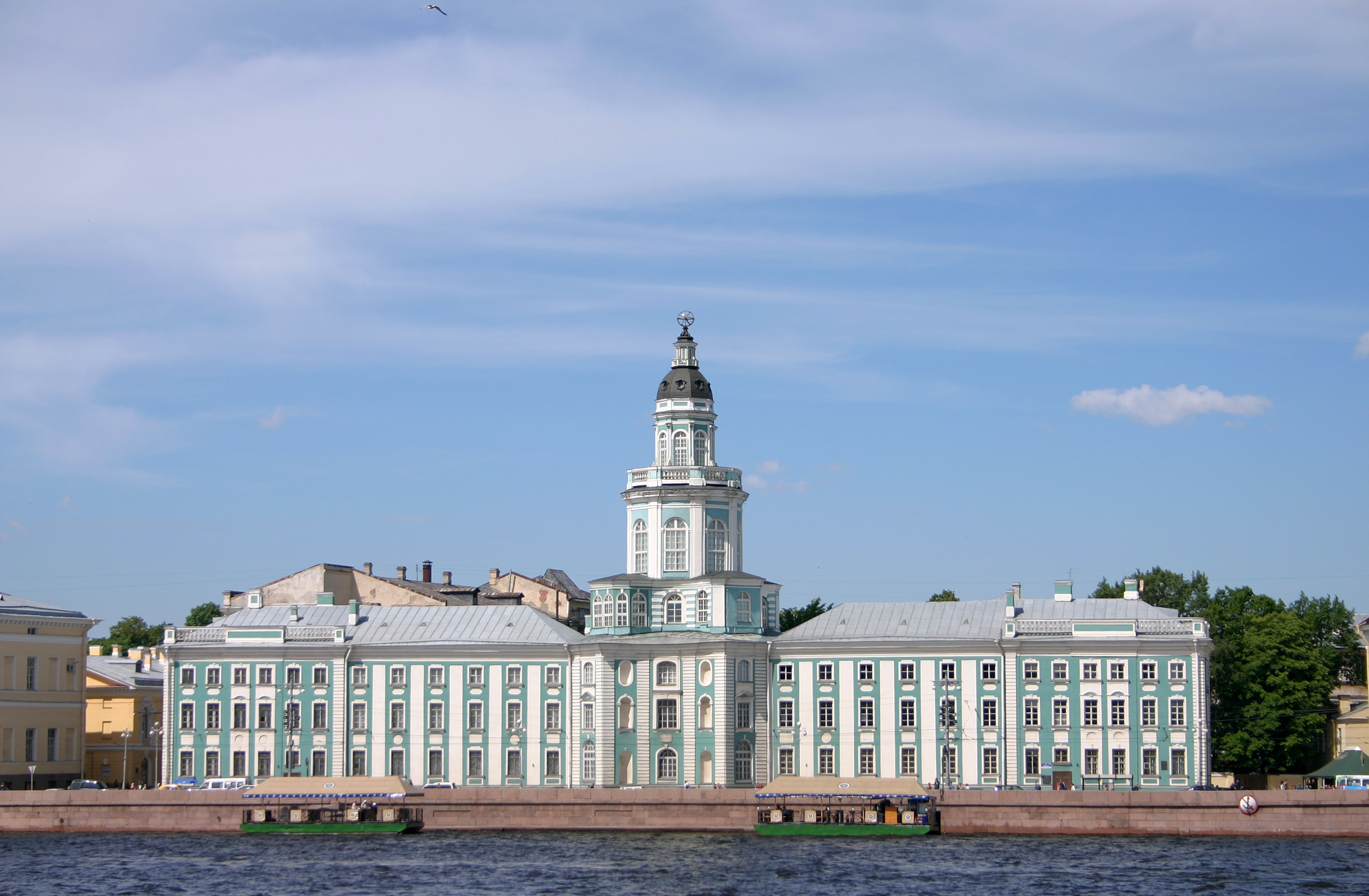
Kunstkammer, St. Petersburg